# Pardon de Saint-Urlo

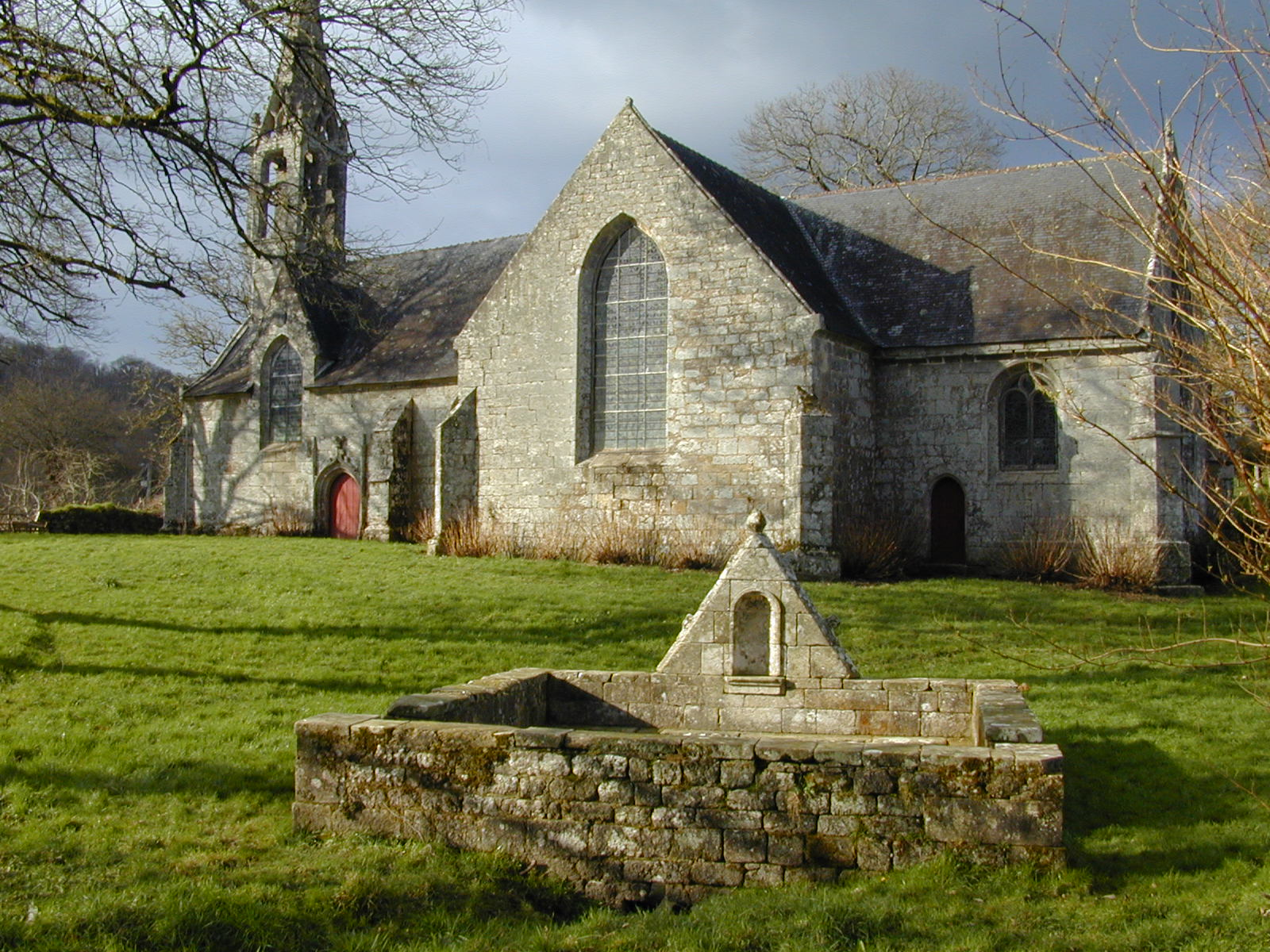
La chapelle Saint-Urlo.

Le pardon de Saint-Urlo est un pardon qui se déroule à la chapelle Saint-Urlo (commune de Lanvénégen en Bretagne), le dernier dimanche de juillet.
Un incident significatif de l'état d'esprit de la population paysanne pendant la révolte des Bonnets rouges se produit au cours du pardon de Saint-Urlo. Il est connu par la liste des personnes exclues de l'amnistie royale, liste publiée en février 1676 qui comprend pour Lanvénégen le nom d'Allain Maillard, et par un "Mémoire ecclésiastique au sujet d'actes séditieux imputés à Allain Maillard, prêtre de Lanvénégen", conservé aux archives départementales du Finistère (série B, cour de Carhaix). Ce prêtre fut acquitté par la cour royale de Quimperlé, puis, à la requête du procureur du roi, rejugé au Parlement de Bretagne, alors exilé à Vannes, qui le condamna aux galères. Réunis à l'occasion de la fête religieuse, les habitants sont interpellés par Allain Maillard qui brandit un papier dont il crie à qui veut l'entendre qu'il est tombé de la poche d'un sergent (dans le sens d'huissier), présent dans la foule et que ce document est la gabelle que le pouvoir royal veut imposer en Bretagne; les paysans se précipitent alors sur le sergent qui est roué de coups.  La "loge"  du nommé Cosvart est pillée, ainsi que le rapporte Ollivier Dollou, serviteur dans ce cabaret:
«  Le témoin, s'étant rendu dans la chapelle de Saint Urlou pour y entendre la messe, y entendit celle dudit Maillard et icelle finie se retira incontinent dans sa loge en laquelle les Cosvart et femme avaient fait mettre leur vin et cidre pour en tirer et donner à leurs autres serviteurs, suivant l'ordre d'iceux Cosvart et femme, et de laquelle il ne bougea, jusques à ce que incontinent et fort peu de temps aorès que la grande messe fut finie en ladite chapelle, qu'une grande quantité et multitude de personnes s'étant soulevées et assemblées fondirent d'un coup sur le cabaret des Cosvart et femme dans la loge où étaient leur vin, cidre, et le témoin, ce qui lui donna telle appréhension et terreur qu'il en sortit le plus promptement qu'il put et se retira pour se garantir la vie et qu'il abandonna le tout aussi bien que la femme d'icelui Cosvart et les autres serviteurs, et que lorsque ce désordre et vacarme commença, qu'il n'avait vendu plus de seize à vingt pots de vin et qu'ils y laissèrent comme il a dit le surplus dudit vin et toutes les autres denrées et meubles des Cosvart et femme, et se rendit en compagnie de l'une des servantes dudit Cosvart, nommée Gabrielle, sans qu'il sache son nom, en la demeurance dudit Cosvart audit bourg de Lanvénégen où ils arrivèrent environ vers une heure ou deux après-midi et fort peu après y arriva aussi la femme d'icellui Cosvart. »
Le dimanche 11 août, Allain Maillard aurait distribué à des habitants des paroisses voisines de Meslan et Berné des copies de ce document.